# جون دوك
جون دوك (بالإنجليزية: John Doak)‏ هو راكب الكنو أسترالي، ولد في 26 مارس 1959.

## وصلات خارجية
- جون دوك على موقع أوليمبيديا (الإنجليزية)
- جون دوك على موقع اللجنة الأولمبية الأسترالية (الإنجليزية)